# Arthurs Seat (bergstopp)
Arthurs Seat är en bergstopp i Kenya.   Den ligger i länet Nyeri, i den centrala delen av landet, 140 km norr om huvudstaden Nairobi. Toppen på Arthurs Seat är 4 605 meter över havet.
Terrängen runt Arthurs Seat är bergig åt sydväst, men åt nordost är den kuperad.  Trakten runt Arthurs Seat är nära nog obefolkad, med mindre än två invånare per kvadratkilometer. Det finns inga samhällen i närheten. Trakten runt Arthurs Seat består i huvudsak av gräsmarker.